# Aristolochia domingensis
Aristolochia domingensis är en piprankeväxtart som beskrevs av Ekman & O. C. Schmidt. Aristolochia domingensis ingår i släktet piprankor, och familjen piprankeväxter. Inga underarter finns listade i Catalogue of Life.